# Flughafen Moskau-Scheremetjewo

i7
i11
i13
Der Flughafen Moskau-Scheremetjewo (russisch Международный аэропорт Шереме́тьево имени А. С. Пушкина, IATA-Code: SVO, ICAO-Code: UUEE) ist mit 33,6 Millionen Passagieren (Stand: 2016) der größte Flughafen in Russland. Er ist nach der nahegelegenen Ortschaft Scheremetjewo benannt, deren Name mit der russischen Adligendynastie Scheremetew verbunden ist.

## Geschichte

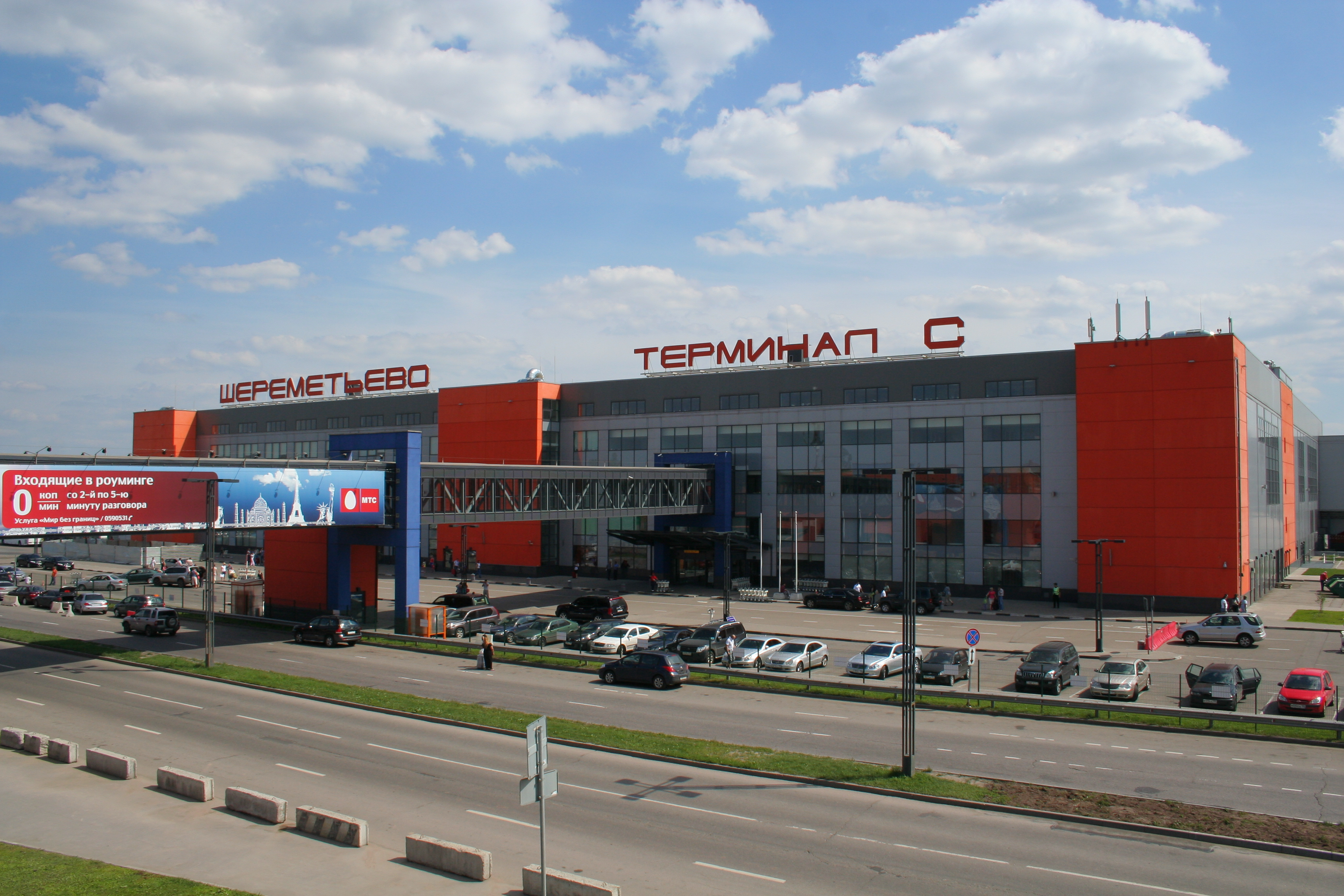
Terminal C

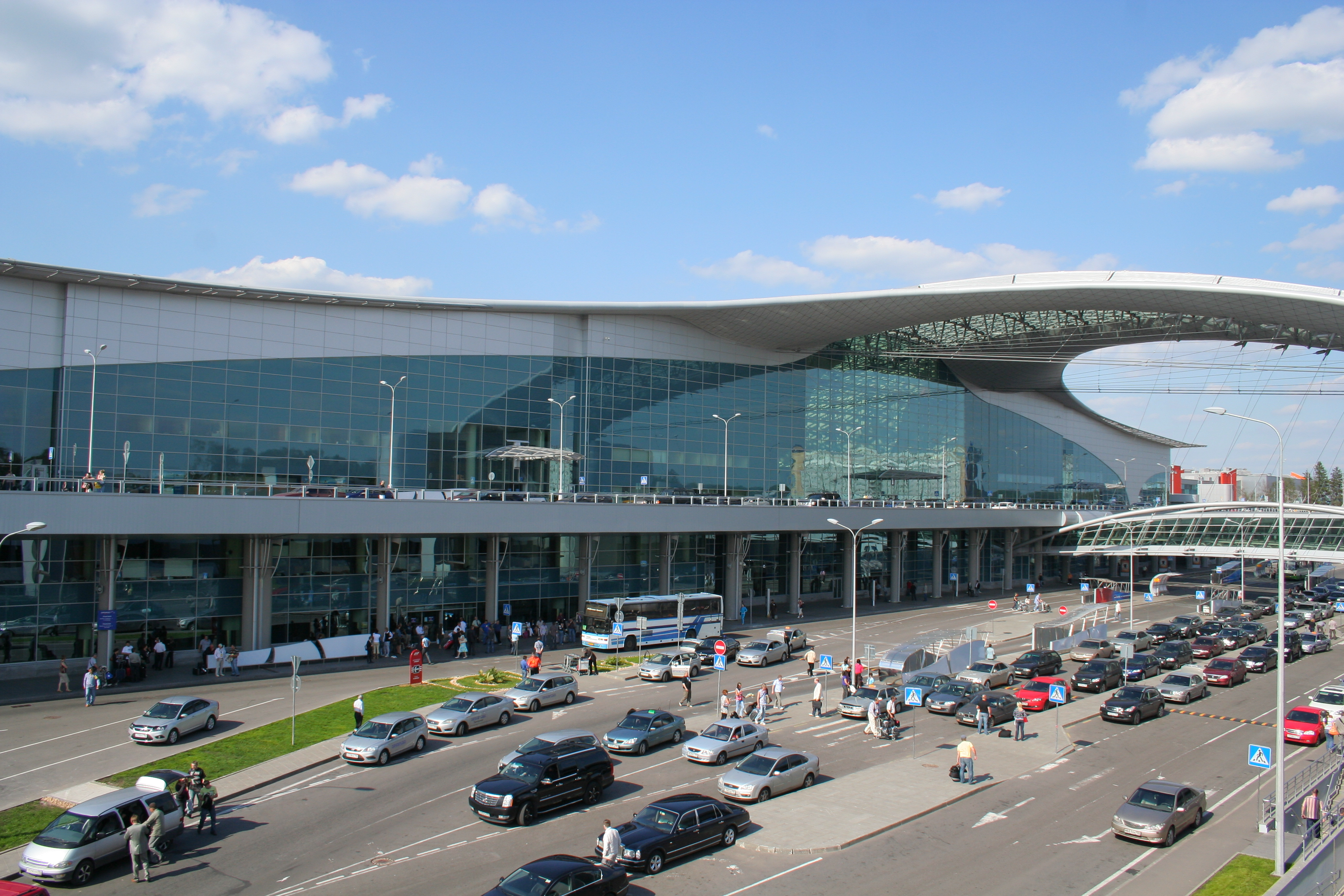
Terminal D

Ursprünglich war Scheremetjewo ein Stützpunkt der sowjetischen Transportfliegerkräfte. Scheremetjewo-I wurde 1959 als internationaler Moskauer Flughafen in Betrieb genommen und mit der Eröffnung von Scheremetjewo-II am 3. März 1980 zum Terminal für nationale Verbindungen. Scheremetjewo-II wurde anlässlich der Olympischen Sommerspiele in Moskau nach dem Vorbild der Terminals des Flughafens Hannover von der Salzgitter AG (Rüterbau) gebaut.

## Terminals
Scheremetjewo ist ein Flughafen mit zwei voneinander getrennten Terminalbereichen nördlich und südlich der beiden Start- und Landebahnen. Die beiden Terminalbereiche bestehen aus je drei Terminals:
- Die Terminals A, B und C (SVO-A, SVO-B und SVO-C) im Norden (früher Scheremetjewo-I) dienen dem nationalen Luftverkehr und dem mit den baltischen Staaten.
- Die Terminals D, E und F (SVO-D, SVO-E und SVO-F) im Süden (früher Scheremetjewo-II) dienen dem internationalen Luftverkehr.

Es ist ein Shuttlebus-Transfer zwischen den Terminals eingerichtet. Mit der Umbenennung von Scheremetjewo-I und Scheremetjewo-II wird die alte sowjetische Nummerierung der Flughäfen den international üblichen Normen angepasst.
Scheremetjewo-A (SVO-A)2012 eröffnet und dient als Terminal für die Allgemeine Luftfahrt.
Scheremetjewo-B (SVO-B)1961 errichtet, ist das älteste Terminal des Flughafens und war bis 2010 als Scheremetjewo-I bekannt. Bis zu diesem Zeitpunkt wurden hier nahezu alle innerrussischen Flüge abgewickelt. Seit Eröffnung des Terminal D Ende 2009 gibt es nur noch vereinzelte Verbindungen ab Terminal B, beispielsweise nach Belarus oder zu nationalen Zielen kleinerer russischer Airlines (Stand Juni 2011).
Scheremetjewo-C (SVO-C)Wurde 2007 eröffnet und grenzt an SVO-B an. Von dort werden insbesondere Flüge in die Ukraine und die Ferienfluggesellschaften (die Häufigsten sind Antalya, Scharm asch-Schaich und Hurghada) abgewickelt. Die deutsche Fluggesellschaft Bluewings, die zum 13. Januar 2010 den Flugbetrieb einstellte, flog auch ab SVO-C.
Scheremetjewo-D (SVO-D)Hieß während der fünfjährigen Bauzeit noch Scheremetjewo-III. Das von einer japanischen Bank (Investorengruppe) mit 1 Milliarde US-Dollar finanzierte Terminal öffnete Mitte November 2009. Seitdem werden von SVO-D die meisten Flüge von Aeroflot abgewickelt – sowohl nationale als auch internationale. Die Terminals D, E und F sind über zwei Fußgängergalerien miteinander verbunden – sowohl im öffentlichen als auch im Transferbereich.
Scheremetjewo-E (SVO-E)Grenzt an SVO-F an. Es wurde am 30. April 2010 in Betrieb genommen. Es wird für internationale Flüge verschiedener Airlines genutzt.
Scheremetjewo-F (SVO-F)Hieß ursprünglich Scheremetjewo-II. Das Terminal wurde 1980 fertiggestellt und war bis in die 1990er-Jahre hinein der einzige internationale Verkehrsflughafen Moskaus. Gegenwärtig werden noch einige internationale Verbindungen von Aeroflot und anderen Airlines abgewickelt, vorrangig nach Süd- und Osteuropa, vereinzelt aber auch nach Asien.
Das Scheremetjewo Cargo Terminal befindet sich in der Nähe des Terminals F und ist für Frachtflüge eingerichtet.

## Kapazität
Im Jahr 2010 wurden 19.329.000 Passagiere abgefertigt. Der Flughafen Scheremetjewo verlor an die beiden anderen internationalen Flughäfen Moskaus, Domodedowo und Wnukowo, immer mehr Fluggäste, da die Anlagen Ende der 2000er Jahre nicht mehr auf dem Stand der Zeit waren. Zeitweilig von Domodedowo überholt gewesen, ist Scheremetjewo seit 2015 wieder der größte Flughafen in Russland und belegt in Europa den elften Platz.
Die drei Start- und Landebahnen sind 3200, 3550 und 3700 m lang. Die 3. Bahn wurde am 1. September 2019 in Betrieb genommen.

## Lage und Verkehrsanbindung

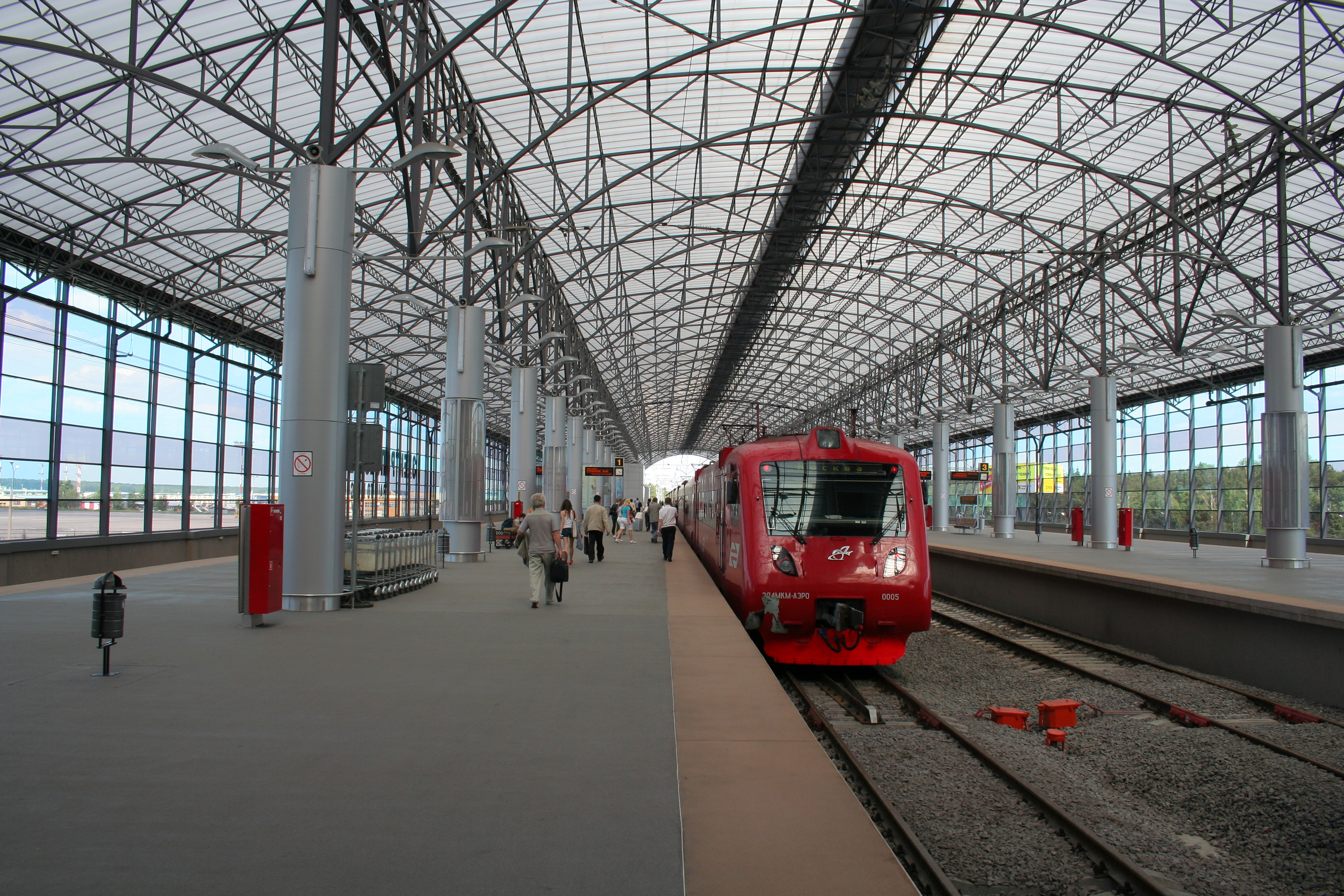
Expresszug am Flughafenbahnhof Scheremetjewo

Scheremetjewo liegt in der Nähe der Stadt Lobnja, etwa 30 Kilometer nordwestlich von Moskau, nahe der Europastraße E 105 (M 10), welche die Hauptstadt mit Sankt Petersburg verbindet. Der Flughafen ist durch öffentliche Verkehrsmittel mit dem Moskauer Stadtzentrum verbunden.
- Die schnellste und komfortabelste Verbindung ist die Bahnlinie Aeroexpress, dessen 27 Züge seit 2008 halbstündlich vom Belarussischen Bahnhof (Metro-Stationen Belorusskaja) in 35 Minuten zu dem Aeroexpress-Terminal fahren. Letzteres grenzt unmittelbar an das Terminal E an, mit dem es durch einen Übergang direkt verbunden ist; über das Terminal E gelangt man ebenso direkt in das Terminal F. Zudem pendeln vom Aeroexpress-Terminal kostenlose Shuttle-Busse in 10 Minuten zum Terminal D und alle 15 Minuten zu den wesentlich weiter entfernten Terminals B und C. Der Standard-Fahrpreis für den Expresszug liegt zwischen den Taxis und den Marschrutkas respektive Linienbussen. Zudem gilt das Aeroexpress-Ticket als Verbund-Fahrkarte mit dem Namen Metro+ auch für die Moskauer Metro. Der Aeroexpress verkehrt im 30- bzw. 60-Minuten-Takt.[7] Umgekehrt sparen Passagiere, die von den Terminals B oder C einen innerrussischen Flughafen anfliegen, viel Zeit mit dem Einchecken und der Gepäckaufgabe schon am Belarussischen Bahnhof.

- Die zweitschnellste und dennoch preiswerte Verbindung sind die Marschrutka-Sammeltaxen. Sie verkehren auf festen Linien zwischen Flughafen und den beiden nächstgelegenen Metrostationen Retschnoi Woksal und Planernaja. Die Marschrutkas fahren immer sofort los, sobald sie voll besetzt sind.
- Die langsamste und billigste Verbindung sind die Buslinien zu einigen Stationen der Moskauer Metro sowie zur Eisenbahnstation Lobnja, von der aus Expresszugverbindungen nach Moskau bestehen.
- Die teuerste Verbindung ist ein Taxi ins Stadtzentrum. Bei Stau auf der Leningrader Chaussee – der häufig verstopften Hauptverbindungsstraße zwischen Flughafen und Moskau – dauert die Fahrt eine bis eineinhalb Stunden.

## Zwischenfälle
- Am 26. September 1960 wurde eine Vickers Viscount 837 der österreichischen Austrian Airlines (Luftfahrzeugkennzeichen OE-LAF) beim Landeanflug auf Moskau-Scheremetjewo 10 Kilometer vom Ziel entfernt in einen Wald geflogen und zerschellte. Bei diesem Controlled flight into terrain wurden von den 37 Personen an Bord 31 getötet (siehe auch Austrian-Airlines-Flug 901).[8]

- Am 17. Februar 1966 kam es zum einzigen tödlichen Flugunfall mit einer Tupolew Tu-114D der sowjetischen Aeroflot (CCCP-76491). Die Maschine sollte zum Flughafen Conakry (Guinea) fliegen. Die Start- und Landebahn auf dem Flughafen Moskau-Scheremetjewo war geräumt, aber nicht auf der gesamten Breite. Der Schnee an den Rändern der Startbahn schränkte die Sichtbarkeit der Befeuerung ein. Beim Start prallte die Tu-114 mit dem linken Hauptfahrwerk gegen eine Schneewehe. Der Kapitän lenkte das Flugzeug nach rechts, wodurch der Propeller Nr. 3 (rechts innen) auf die Landebahn aufschlug. Das Flugzeug stürzte neben die Startbahn und fing Feuer. Von den 66 Insassen kamen 21 ums Leben.[9]

- Am 13. Oktober 1972 wurde eine Iljuschin Il-62 der sowjetischen Aeroflot (CCCP-86671) beim Anflug auf den Flughafen Moskau-Scheremetjewo in ein Waldstück 12 Kilometer vor der Landebahn geflogen, nachdem ein Sinkflug in der Endanflugphase aus ungeklärter Ursache bis zum Aufprall fortgesetzt wurde. Alle 174 Menschen an Bord starben (siehe auch Aeroflot-Flug 217).[10]

- Am 27. November 1972 verunglückte eine Douglas DC-8-62 der Japan Airlines (JA8040) im Steigflug auf dem Weg nach Tokio. An Bord befanden sich 14 Besatzungsmitglieder sowie 62 Passagiere, davon kamen 9 Mitglieder der Crew und 52 Fluggäste ums Leben (siehe auch Japan-Air-Lines-Flug 446).[11]

- Am 3. März 1973 ging im Landeanflug einer Iljuschin Il-18W der Balkan Bulgarian Airlines (LZ-BEM) auf den Flughafen Moskau-Scheremetjewo plötzlich die Kontrolle verloren, woraufhin die Maschine zu Boden stürzte und alle 25 Insassen starben. Die Ermittler vermuteten, dass der Unfall durch vereiste Höhenruder in Kombination mit einer starken Nickbewegung verursacht wurde (siehe auch Balkan-Bulgarian-Airlines-Flug 307).

- Am 28. November 1976 verunglückte eine Tupolew Tu-104 der Aeroflot (CCCP-42471) kurz nach dem Start resultierend aus einem Ausfall des künstlichen Horizonts. Alle 67 Passagiere und 6 Crewmitglieder kamen dabei ums Leben.[12]

- Am 6. Juli 1982 stürzte eine Iljuschin Il-62 der Aeroflot (CCCP-86513) beim Start ab, wobei alle 90 Insassen starben (siehe auch Aeroflot-Flug 411).[13]

- Am 28. Juli 2002 stürzte eine nur mit einer Crew besetzte Iljuschin Il-86 der russischen Pulkovo Airlines (RA-86060) kurz nach dem Start ab. Von den 16 Insassen kamen hierbei 14 ums Leben (siehe auch Pulkovo-Airlines-Flug 9560).[14]

- Am 3. Juni 2014 fing eine außer Betrieb gesetzte und abgestellte Iljuschin Il-96 der Aeroflot mit dem Kennzeichen RA-96010 aufgrund angeblicher Selbstentzündung im Cockpit Feuer und brannte aus. Am Flugzeug entstand Totalschaden, Menschen wurden nicht verletzt.[15][16]

- Am 5. Mai 2019 ging ein Suchoi Superjet 100-95 der Aeroflot (RA-89098) nach einer harten Notlandung in Flammen auf. Dabei wurden 41 Menschen getötet und bis zu 37 verletzt.[17] Die Besatzung der auf dem Flug von Moskau-Scheremetjewo nach Murmansk befindlichen Maschine meldete kurz nach dem Start einen Notfall und kehrte zum Flughafen zurück. Beim Hergang des Vorfalls soll ein Blitzschlag eine Rolle gespielt haben (siehe auch Aeroflot-Flug 1492).[18][19][20]